# Göteborgs Schackförbund
Göteborgs Schackförbund (GSF) är en sammanslutning av schackföreningar inom Göteborgs kommun och dess grannkommuner. GSF är ett av Sveriges 25 distriktsförbund i Sveriges Schackförbund där man representerar schackklubbarna i Göteborgsdistriktet (Göteborg, Mölndal, Härryda, Lerum och Öckerö).

## Historia
Göteborgs Schackförbund bildades på initiativ av Ludvig Collijn på restaurant Valand i Göteborg den 9 juli 1914. År 1917 var 12 föreningar medlemmar i GSF och medlemsantalet ca 400. 2007 har man 17 medlemsklubbar med 858 medlemmar (varav 394 juniorer) i Göteborgsområdet. 
GSF arrangerar distriktsmästerskap i schack, både för lag och individuellt. Göteborgs Schackförbund har arrangerat schack-SM i Göteborg vid sju tillfällen (1918, 1941, 1964, 1990, 2004, 2005 och 2006). Tävlingarna 1941 arrangerades för övrigt på Liseberg. Tävlingarna på 2000-talet har haft ca 700-900 deltagare per år. Schack-SM arrangerades i Göteborg också 1975 men då var Lundby SS arrangör. Man arrangerar årligen ungdomsturnering Metroschacket (tidigare GT-schacket) på köpcentrumet Nordstan.
Schackförbundet har haft sina lokaler på flera olika platser i Göteborg. Mellan 1973 och mitten av 1990-talet hade de sina lokaler i Schackspelets hus. Då detta revs för att ge plats för Handelshögskolan flyttade man till stadsdelen Haga, Göteborg.

## Ordförande
- Den tidigare riksdagsmannen Johan Lönnroth är ordförande i GSF (mars 2010).

## Distriktsmästare genom tiderna
- 1915 – Uppgift saknas
- 1916 – John Svensson, Majornas SS
- 1917 – Oscar Nilsson, Majornas SS
- 1918 – Oscar Nilsson, Majornas SS
- 1919 – Allan Nilsson, Majornas SS
- 1920 – Oscar Nilsson, Majornas SS
- 1921 – Inga tävlingar
- 1922 – Inga tävlingar
- 1923 – Inga tävlingar
- 1924 – Gustav Nyholm, Sällskapet
- 1925 – Erik Jonsson, SK Kamraterna
- 1926 – Erik Jonsson, SK Kamraterna
- 1927 – Olof Kinnmark, Schackklubben
- 1928 – Erik Jonsson, SK Kamraterna
- 1929 – Olof Kinnmark, Schackklubben
- 1930 – Ernst Lundin, Lundby SS
- 1931 – Gideon Ståhlberg, Majornas SS
- 1932 – Olof Kinnmark, Schackklubben
- 1933 – Gunnar Skarp, SS-23
- 1934 – Ernst Larsson, Schackklubben
- 1935 – Erik Jonsson, SK Kamraterna
- 1936 – Erik Jonsson, SK Kamraterna
- 1937 – Ernst Larsson, Schackklubben
- 1938 – Ernst Larsson, Schackklubben
- 1939 – Karl Fuhrman, Lundby SS
- 1940 – Olof Kinnmark, Schackklubben
- 1941 – Olof Kinnmark, Schackklubben
- 1942 – Erik Jonsson, SK Kamraterna
- 1943 – Roland Andersson, Walhalla SK
- 1944 – Frank Dahlberg, Lundby SS
- 1945 – Olof Kinnmark, Majornas SS
- 1946 – Gunnar Skarp, SS Manhem
- 1947 – Roland Andersson, Walhalla SK
- 1948 – Roland Andersson, Walhalla SK
- 1949 – Leho Laurine, SS Manhem
- 1950 – Ernst Åhman, SS Manhem
- 1951 – Leho Laurine, SS Manhem
- 1952 – Leho Laurine, SS Manhem
- 1953 – Vilgot Olofsson, Lundby SS
- 1954 – Leho Laurine, SK Kamraterna
- 1955 – Bertil Jonsson, SK Kamraterna
- 1956 – Bernt Lundgren, SS Manhem
- 1957 – Leho Laurine, SK Kamraterna
- 1958 – Leho Laurine, SK Kamraterna
- 1959 – Bertil Jonsson, SK Kamraterna
- 1960 – Bertil Jonsson, SK Kamraterna
- 1961 – Yngve Aspström, SS Manhem
- 1962 – Yngve Aspström, SS Manhem
- 1963 – Ove Kinnmark, SS Manhem
- 1964 – Olof Kinnmark, Majornas SS
- 1965 – Ove Kinnmark, SS Manhem
- 1966 – Karl Y. Johannesson, SS Manhem
- 1967 – Sven-Göran Malmgren, SK Kamraterna
- 1968 – Sven-Göran Malmgren, SK Kamraterna
- 1969 – Ove Kinnmark, SS Manhem
- 1970 – Ove Kinnmark, SS Manhem
- 1973 – Ove Kinnmark, SS Manhem
- 1974 – Åke Karlsson, Lundby SS
- 1975 – Ove Kinnmark, SS Manhem
- 1976 – Peter Östberg, SK Kamraterna
- 1978 – Ove Kinnmark, SS Manhem
- 1979 – Lars-Åke Schneider, Majornas SS
- 1980 – Jan Runnby, Lundby SS
- 1981 – Jan Runnby, Lundby SS
- 1982 – Jan Runnby, Lundby SS
- 1983 – Jan Runnby, Lundby SS
- 1984 – Gösta Svenn, SK Kamraterna
- 1985 – Mats Eriksson, SS Manhem
- 1986 – Bertil Westin, SK Kamraterna
- 1987 – Matti Svenn, SK Kamraterna
- 1989 – Johan Kretz, SS Manhem
- 1990 – – Gösta Svenn, SK Kamraterna
- 1991 – Johan Kretz, SS Manhem
- 1992 – Uppgift saknas
- 1993 – Gösta Svenn, SK Kamraterna
- 1994 – Karl Johan Moberg, SS Manhem
- 1995 – Ari Ziegler, SS Manhem
- 1996 – Daniel Ronneland, SK Kamraterna
- 1997 – Uppgift saknas
- 1998 – Daniel Ronneland, SS Manhem
- 1999 – Fredrik Andersson, Lundby SS
- 2000 – Johan Hultin, SS Manhem
- 2001 – Johan Hultin, SS Manhem
- 2002 – Joel Åkesson, SS Manhem
- 2003 – Jesper Hamark, SK Proletären
- 2004 – Victor Nithander, SS Manhem
- 2005 – Victor Nithander, SS Manhem
- 2006 – Itai Panas, Majornas SS
- 2007 – Ulf Nyberg, SK Kamraterna
- 2008 – Uppgift saknas
- 2009 – Jan Möller, SS Manhem
- 2010 – Jens Lundell, SS Manhem

## Distriktsmästare lagschack
| År   | Schackklubb | Snabbschack   | Blixtschack   |
| ---- | ----------- | ------------- | ------------- |
| 2012 | Örgryte SK  |               | SS Manhem     |
| 2011 | SS Manhem   |               | Örgryte SK    |
| 2010 | SS Manhem   |               | SS Manhem     |
| 2009 | SS Manhem   |               | SS Manhem     |
| 2008 | SS Manhem   |               |               |
| 2007 | SS Manhem   |               |               |
| 2006 | SS Manhem   |               | SS Manhem     |
| 2005 | SS Manhem   | Lundby SS     | SS Manhem     |
| 2004 | Majornas SS | SK Kamraterna | SK Kamraterna |
| 2003 | SS Manhem   | SK Kamraterna |               |
| 2002 | SS Manhem   | SK Kamraterna | SS Manhem     |
| 2001 | SS Manhem   |               | Lundby SS     |

## Medlemsklubbar
- IF Bosna
- Götaverkens SK
- Göteborgs SS
- IFK Hindås
- SK Kamraterna
- Kålltorps SS
- SK Solrosen
- Lundby SS
- Länsmansgårdens SS
- Majornas SS
- SS Manhem
- Mölndals SK
- Nolereds Schacklubb
- Orusts SK
- SK Proletären
- SF Sindjelic
- Stenungsunds SK
- Örgryte SK